# Elaphoglossum
Elaphoglossum är ett släkte av träjonväxter. Elaphoglossum ingår i familjen Dryopteridaceae.

## Bildgalleri

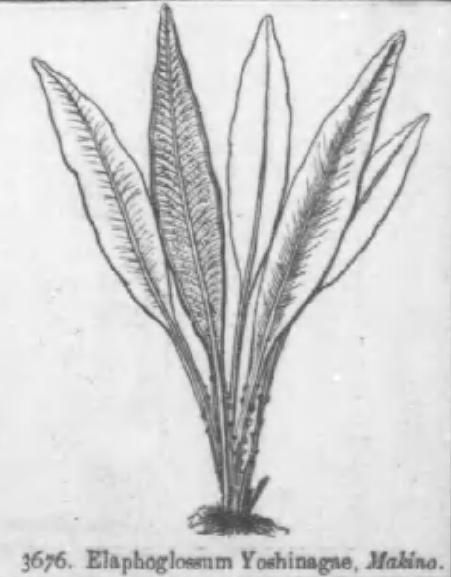
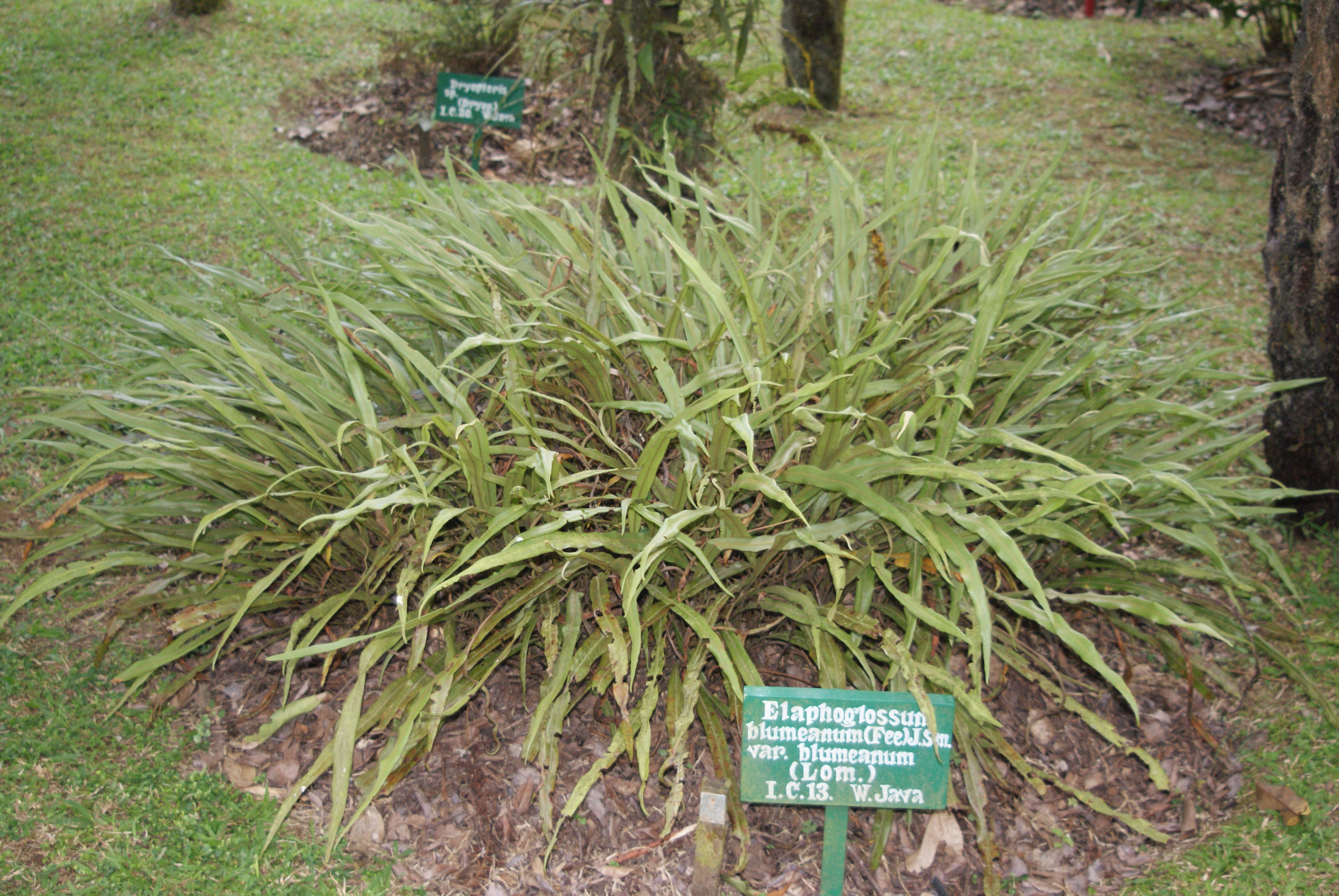
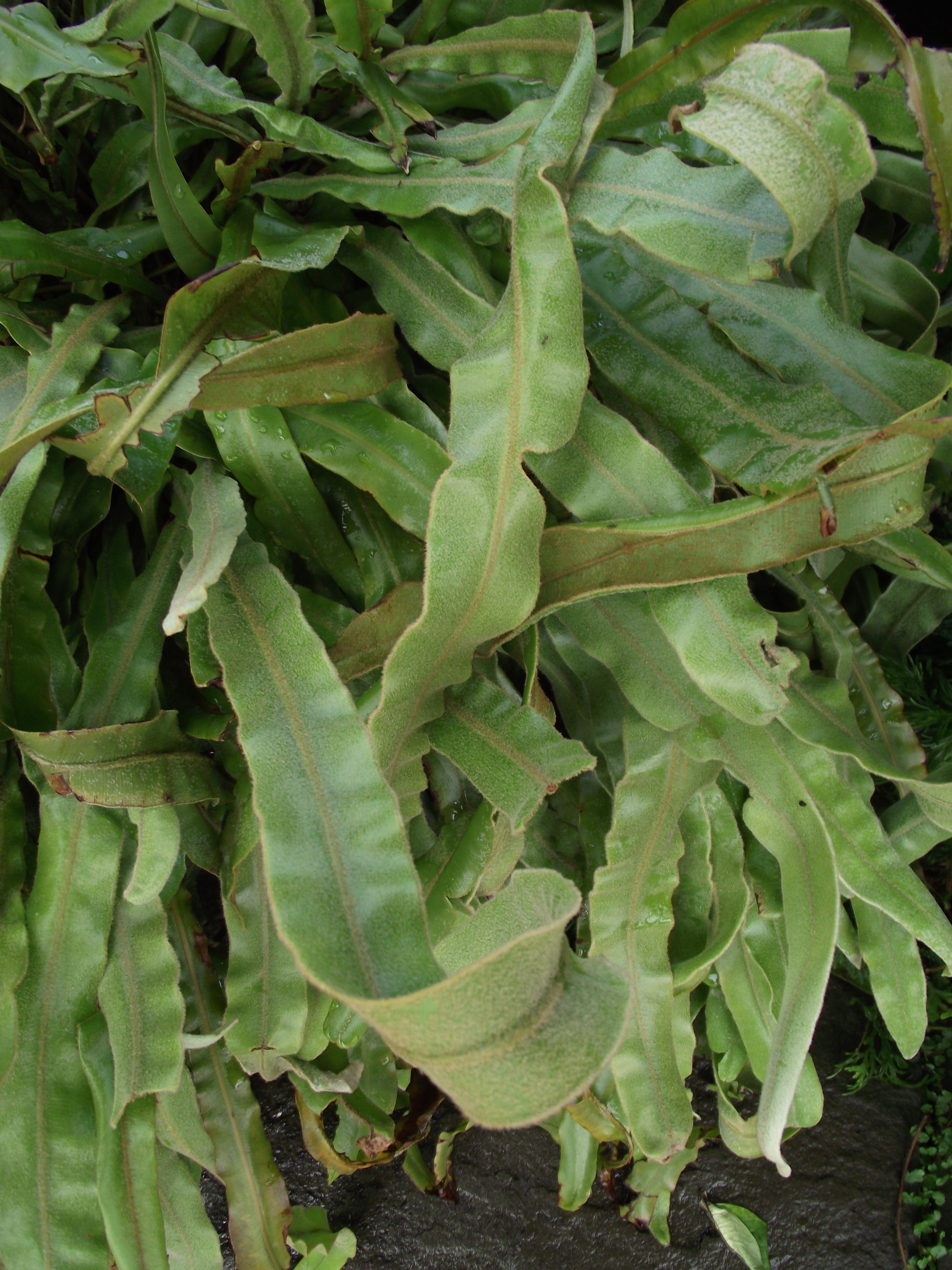

## Dottertaxa tillElaphoglossum, i alfabetisk ordning[1]
- Elaphoglossum accedens
- Elaphoglossum achroalepis
- Elaphoglossum acrocarpum
- Elaphoglossum acrostichoides
- Elaphoglossum actinolepis
- Elaphoglossum actinotrichum
- Elaphoglossum acuminans
- Elaphoglossum acutifolium
- Elaphoglossum acutum
- Elaphoglossum adrianae
- Elaphoglossum adulterinum
- Elaphoglossum aemulum
- Elaphoglossum affine
- Elaphoglossum alansmithii
- Elaphoglossum alatum
- Elaphoglossum albescens
- Elaphoglossum albomarginatum
- Elaphoglossum alfredii
- Elaphoglossum alipes
- Elaphoglossum alpestre
- Elaphoglossum alpinum
- Elaphoglossum alvaradoanum
- Elaphoglossum amazonicum
- Elaphoglossum ambiguum
- Elaphoglossum amblyphyllum
- Elaphoglossum amphioxys
- Elaphoglossum amplissimum
- Elaphoglossum amplum
- Elaphoglossum amygdalifolium
- Elaphoglossum anceps
- Elaphoglossum andersonii
- Elaphoglossum andicola
- Elaphoglossum andreanum
- Elaphoglossum angamarcanum
- Elaphoglossum angulatum
- Elaphoglossum angustatum
- Elaphoglossum angustifrons
- Elaphoglossum angustioblongum
- Elaphoglossum angustissimum
- Elaphoglossum angustius
- Elaphoglossum angustum
- Elaphoglossum annamense
- Elaphoglossum antioquianum
- Elaphoglossum antisanae
- Elaphoglossum aphlebium
- Elaphoglossum apiculatum
- Elaphoglossum apodum
- Elaphoglossum apoense
- Elaphoglossum apparicioi
- Elaphoglossum appressum
- Elaphoglossum arachnidoideum
- Elaphoglossum arachnoideum
- Elaphoglossum archboldii
- Elaphoglossum aspidiolepis
- Elaphoglossum asterolepis
- Elaphoglossum atrobarbatum
- Elaphoglossum atropunctatum
- Elaphoglossum atrorubens
- Elaphoglossum atrosquamatum
- Elaphoglossum aubertii
- Elaphoglossum auricomum
- Elaphoglossum auripilum
- Elaphoglossum austromarquesense
- Elaphoglossum avaratraense
- Elaphoglossum ayopayense
- Elaphoglossum backhouseanum
- Elaphoglossum badinii
- Elaphoglossum bahiense
- Elaphoglossum bakeri
- Elaphoglossum balansae
- Elaphoglossum balliviani
- Elaphoglossum baquianorum
- Elaphoglossum barbatum
- Elaphoglossum barteri
- Elaphoglossum basitruncatum
- Elaphoglossum beaurepairei
- Elaphoglossum beauverdii
- Elaphoglossum beckeri
- Elaphoglossum beddomei
- Elaphoglossum beitelii
- Elaphoglossum bellermannianum
- Elaphoglossum betancurii
- Elaphoglossum biolleyi
- Elaphoglossum blanchetii
- Elaphoglossum blandum
- Elaphoglossum blepharoglottis
- Elaphoglossum blumeanum
- Elaphoglossum bolanicum
- Elaphoglossum bonapartii
- Elaphoglossum boquetense
- Elaphoglossum boragineum
- Elaphoglossum boryanum
- Elaphoglossum boudriei
- Elaphoglossum brachyneuron
- Elaphoglossum bradeanum
- Elaphoglossum brausei
- Elaphoglossum brenesii
- Elaphoglossum brevifolium
- Elaphoglossum brevipes
- Elaphoglossum brevissimum
- Elaphoglossum brunneum
- Elaphoglossum bryogenes
- Elaphoglossum buchtienii
- Elaphoglossum burchellii
- Elaphoglossum cadetii
- Elaphoglossum caespitosum
- Elaphoglossum calanasanicum
- Elaphoglossum camptolepis
- Elaphoglossum campylolepium
- Elaphoglossum capuronii
- Elaphoglossum cardenasii
- Elaphoglossum cardioglossum
- Elaphoglossum cardiophyllum
- Elaphoglossum caricifolium
- Elaphoglossum caridadae
- Elaphoglossum caroliae
- Elaphoglossum carolinense
- Elaphoglossum carrascoense
- Elaphoglossum cartilagineum
- Elaphoglossum casanense
- Elaphoglossum castaneum
- Elaphoglossum caudulatum
- Elaphoglossum caulolepia
- Elaphoglossum cerussatum
- Elaphoglossum ceylanicum
- Elaphoglossum chartaceum
- Elaphoglossum chevalieri
- Elaphoglossum chloodes
- Elaphoglossum chocoense
- Elaphoglossum chodatii
- Elaphoglossum choquetangae
- Elaphoglossum christianeae
- Elaphoglossum christii
- Elaphoglossum chrysolepis
- Elaphoglossum chrysopogon
- Elaphoglossum ciliatum
- Elaphoglossum cinctum
- Elaphoglossum cinereum
- Elaphoglossum cinnamomeum
- Elaphoglossum cismense
- Elaphoglossum clathratum
- Elaphoglossum clewellianum
- Elaphoglossum cocosense
- Elaphoglossum coimbra-buenoi
- Elaphoglossum columbianum
- Elaphoglossum commissurale
- Elaphoglossum commutatum
- Elaphoglossum concinnum
- Elaphoglossum conforme
- Elaphoglossum confusum
- Elaphoglossum consobrinum
- Elaphoglossum conspersum
- Elaphoglossum corazonense
- Elaphoglossum corderoanum
- Elaphoglossum cordifolium
- Elaphoglossum coriaceum
- Elaphoglossum coriifolium
- Elaphoglossum correae
- Elaphoglossum costaricense
- Elaphoglossum cotapatense
- Elaphoglossum cotoi
- Elaphoglossum coursii
- Elaphoglossum craspedariiforme
- Elaphoglossum craspedotum
- Elaphoglossum crassicaule
- Elaphoglossum crassifolium
- Elaphoglossum crassinerve
- Elaphoglossum crassipes
- Elaphoglossum cremersii
- Elaphoglossum crinitum
- Elaphoglossum crispatum
- Elaphoglossum crispipalea
- Elaphoglossum cristatum
- Elaphoglossum croatii
- Elaphoglossum cruegerianum
- Elaphoglossum cruzense
- Elaphoglossum cubense
- Elaphoglossum curtii
- Elaphoglossum curvans
- Elaphoglossum cuspidatum
- Elaphoglossum dannoritzeri
- Elaphoglossum davidsei
- Elaphoglossum decaryanum
- Elaphoglossum deckenii
- Elaphoglossum decoratum
- Elaphoglossum decurrens
- Elaphoglossum decursivum
- Elaphoglossum delasotae
- Elaphoglossum delgadilloanum
- Elaphoglossum delicatulum
- Elaphoglossum deltoideum
- Elaphoglossum dendricolum
- Elaphoglossum denudatum
- Elaphoglossum deorsum
- Elaphoglossum dichroum
- Elaphoglossum didymoglossoides
- Elaphoglossum diminutum
- Elaphoglossum dimorphum
- Elaphoglossum discolor
- Elaphoglossum dissitifrons
- Elaphoglossum diversifrons
- Elaphoglossum doanense
- Elaphoglossum dolichopus
- Elaphoglossum dombeyanum
- Elaphoglossum dominii
- Elaphoglossum drabifolium
- Elaphoglossum drakensbergense
- Elaphoglossum drewianum
- Elaphoglossum dumrongii
- Elaphoglossum dutrae
- Elaphoglossum eatonianum
- Elaphoglossum ecuadorense
- Elaphoglossum edwallii
- Elaphoglossum eggersii
- Elaphoglossum ekmanii
- Elaphoglossum elegantipes
- Elaphoglossum elkeae
- Elaphoglossum ellenbergianum
- Elaphoglossum ellipsoideum
- Elaphoglossum ellipticifolium
- Elaphoglossum engelii
- Elaphoglossum engleri
- Elaphoglossum ensiforme
- Elaphoglossum entecnum
- Elaphoglossum erinaceum
- Elaphoglossum eriopus
- Elaphoglossum ernestii
- Elaphoglossum erythrolepis
- Elaphoglossum eutecnum
- Elaphoglossum eximiiforme
- Elaphoglossum eximium
- Elaphoglossum exsertipes
- Elaphoglossum fauriei
- Elaphoglossum favigerum
- Elaphoglossum feei
- Elaphoglossum feejeense
- Elaphoglossum filipes
- Elaphoglossum flaccidum
- Elaphoglossum florencei
- Elaphoglossum foldatsii
- Elaphoglossum fonckii
- Elaphoglossum forsythii-majoris
- Elaphoglossum fortipes
- Elaphoglossum fournierianum
- Elaphoglossum fuertesii
- Elaphoglossum fuliginosum
- Elaphoglossum furcatum
- Elaphoglossum furfuraceum
- Elaphoglossum gardnerianum
- Elaphoglossum gayanum
- Elaphoglossum gehrtii
- Elaphoglossum gemmatum
- Elaphoglossum gillespiei
- Elaphoglossum glabellum
- Elaphoglossum glabratum
- Elaphoglossum glabrescens
- Elaphoglossum glabromarginatum
- Elaphoglossum glaucescens
- Elaphoglossum glaucum
- Elaphoglossum gloeorrhizum
- Elaphoglossum gonzalesiae
- Elaphoglossum gorgoneum
- Elaphoglossum gossypinum
- Elaphoglossum gracilifolium
- Elaphoglossum gracilipes
- Elaphoglossum gracillimum
- Elaphoglossum grallator
- Elaphoglossum gramineum
- Elaphoglossum gratum
- Elaphoglossum grayumii
- Elaphoglossum guamanianum
- Elaphoglossum guatemalense
- Elaphoglossum guentheri
- Elaphoglossum habbemense
- Elaphoglossum haitiense
- Elaphoglossum hartwegii
- Elaphoglossum hassleri
- Elaphoglossum hayesii
- Elaphoglossum haynaldii
- Elaphoglossum heliconiifolium
- Elaphoglossum hellwigianum
- Elaphoglossum heringeri
- Elaphoglossum herpestes
- Elaphoglossum heterochroum
- Elaphoglossum heteroglossum
- Elaphoglossum heterolepis
- Elaphoglossum heterolepium
- Elaphoglossum heteromorphum
- Elaphoglossum heterophlebium
- Elaphoglossum heterostipes
- Elaphoglossum hickenii
- Elaphoglossum hieracioides
- Elaphoglossum hieronymi
- Elaphoglossum hirtipes
- Elaphoglossum hirtum
- Elaphoglossum hispaniolicum
- Elaphoglossum hoffmannii
- Elaphoglossum hornei
- Elaphoglossum horridulum
- Elaphoglossum huacsaro
- Elaphoglossum huerlimannii
- Elaphoglossum humbertii
- Elaphoglossum hyalinum
- Elaphoglossum hybridum
- Elaphoglossum hystrix
- Elaphoglossum idenburgensis
- Elaphoglossum iguapense
- Elaphoglossum imthurnii
- Elaphoglossum inaequalifolium
- Elaphoglossum inciens
- Elaphoglossum incognitum
- Elaphoglossum incubus
- Elaphoglossum indrapurae
- Elaphoglossum inquisitivum
- Elaphoglossum insigne
- Elaphoglossum insulare
- Elaphoglossum interruptum
- Elaphoglossum ipshookense
- Elaphoglossum isabelense
- Elaphoglossum itatiayense
- Elaphoglossum jaliscanum
- Elaphoglossum jinoteganum
- Elaphoglossum jucundum
- Elaphoglossum juruense
- Elaphoglossum kessleri
- Elaphoglossum killipianum
- Elaphoglossum killipii
- Elaphoglossum kivuense
- Elaphoglossum kuehnii
- Elaphoglossum kusaiense
- Elaphoglossum lagesianum
- Elaphoglossum lalitae
- Elaphoglossum laminarioides
- Elaphoglossum lanatum
- Elaphoglossum lanceiforme
- Elaphoglossum lanceum
- Elaphoglossum lancifolium
- Elaphoglossum langsdorffii
- Elaphoglossum lanigerum
- Elaphoglossum lankesteri
- Elaphoglossum lasioglottis
- Elaphoglossum lasiolepium
- Elaphoglossum lastii
- Elaphoglossum latebricolum
- Elaphoglossum latemarginatum
- Elaphoglossum latevagans
- Elaphoglossum latifolium
- Elaphoglossum latum
- Elaphoglossum laurifolium
- Elaphoglossum lawyerae
- Elaphoglossum laxepaleaceum
- Elaphoglossum laxisquama
- Elaphoglossum lechlerianum
- Elaphoglossum leebrowniae
- Elaphoglossum lellingeri
- Elaphoglossum lenticulatum
- Elaphoglossum leonardii
- Elaphoglossum lepervanchii
- Elaphoglossum lepidothrix
- Elaphoglossum lepidotum
- Elaphoglossum leporinum
- Elaphoglossum leprosum
- Elaphoglossum leptophlebium
- Elaphoglossum lessonii
- Elaphoglossum leucolepis
- Elaphoglossum lherminieri
- Elaphoglossum liaisianum
- Elaphoglossum lindbergii
- Elaphoglossum lindenii
- Elaphoglossum lindigii
- Elaphoglossum lingua
- Elaphoglossum lisboae
- Elaphoglossum litanum
- Elaphoglossum lloense
- Elaphoglossum lonchophyllum
- Elaphoglossum longicaudatum
- Elaphoglossum longicrure
- Elaphoglossum longifolium
- Elaphoglossum longipilosum
- Elaphoglossum longissimum
- Elaphoglossum longius
- Elaphoglossum loreae
- Elaphoglossum lorentzii
- Elaphoglossum lucens
- Elaphoglossum luridum
- Elaphoglossum luteynii
- Elaphoglossum luzonicum
- Elaphoglossum macahense
- Elaphoglossum macdougalii
- Elaphoglossum macilentum
- Elaphoglossum macrophyllum
- Elaphoglossum macropodium
- Elaphoglossum macrorhizum
- Elaphoglossum maculatum
- Elaphoglossum madidiense
- Elaphoglossum maguirei
- Elaphoglossum malayense
- Elaphoglossum manantlanense
- Elaphoglossum mandonii
- Elaphoglossum marginale
- Elaphoglossum marginatum
- Elaphoglossum marojejyense
- Elaphoglossum marquisearum
- Elaphoglossum martinezianum
- Elaphoglossum martinicense
- Elaphoglossum mathewsii
- Elaphoglossum maxonii
- Elaphoglossum mcclurei
- Elaphoglossum mcvaughii
- Elaphoglossum megalurum
- Elaphoglossum meladenium
- Elaphoglossum melancholicum
- Elaphoglossum melanochlamys
- Elaphoglossum melanostictum
- Elaphoglossum meridense
- Elaphoglossum mesoamericanum
- Elaphoglossum metallicum
- Elaphoglossum mettenii
- Elaphoglossum mexicanum
- Elaphoglossum meyeri
- Elaphoglossum micradenium
- Elaphoglossum micropogon
- Elaphoglossum micropus
- Elaphoglossum miersii
- Elaphoglossum mildbraedii
- Elaphoglossum milnei
- Elaphoglossum miniatum
- Elaphoglossum minutissimum
- Elaphoglossum minutum
- Elaphoglossum mitorrhizum
- Elaphoglossum molle
- Elaphoglossum monicae
- Elaphoglossum montanum
- Elaphoglossum montgomeryi
- Elaphoglossum moorei
- Elaphoglossum moranii
- Elaphoglossum moritzianum
- Elaphoglossum mourae
- Elaphoglossum moyeri
- Elaphoglossum muelleri
- Elaphoglossum muriculatum
- Elaphoglossum murinum
- Elaphoglossum murkelense
- Elaphoglossum muscosum
- Elaphoglossum nanoglossum
- Elaphoglossum nanuzae
- Elaphoglossum nastukiae
- Elaphoglossum neeanum
- Elaphoglossum neei
- Elaphoglossum negrosensis
- Elaphoglossum nematorhizon
- Elaphoglossum nervosum
- Elaphoglossum nesioticum
- Elaphoglossum nicaraguense
- Elaphoglossum nidiformis
- Elaphoglossum nidusoides
- Elaphoglossum nigrescens
- Elaphoglossum nigripes
- Elaphoglossum nigrocostatum
- Elaphoglossum nilgiricum
- Elaphoglossum nivosum
- Elaphoglossum norrisii
- Elaphoglossum notatum
- Elaphoglossum novogranatense
- Elaphoglossum novoguineense
- Elaphoglossum oblanceolatum
- Elaphoglossum obovatum
- Elaphoglossum obscurum
- Elaphoglossum obtusatum
- Elaphoglossum obtusum
- Elaphoglossum ocoense
- Elaphoglossum oculatum
- Elaphoglossum odontolepis
- Elaphoglossum oleandropsis
- Elaphoglossum ometepense
- Elaphoglossum omissum
- Elaphoglossum oophyllum
- Elaphoglossum ophioglossoides
- Elaphoglossum orbignyanum
- Elaphoglossum oreophilum
- Elaphoglossum organense
- Elaphoglossum ornatiforme
- Elaphoglossum ornatum
- Elaphoglossum ornithoglossum
- Elaphoglossum ortegae
- Elaphoglossum ovalauense
- Elaphoglossum ovalifolium
- Elaphoglossum ovatilimbatum
- Elaphoglossum ovatum
- Elaphoglossum oxyglossum
- Elaphoglossum pachydermum
- Elaphoglossum pachyrrhizum
- Elaphoglossum pala
- Elaphoglossum paleaceum
- Elaphoglossum pallescens
- Elaphoglossum pallidiforme
- Elaphoglossum pallidum
- Elaphoglossum palmarum
- Elaphoglossum palmeri
- Elaphoglossum palorense
- Elaphoglossum pangoanum
- Elaphoglossum pannosum
- Elaphoglossum papillosum
- Elaphoglossum paramicola
- Elaphoglossum pardalinum
- Elaphoglossum parduei
- Elaphoglossum parvisquamatum
- Elaphoglossum parvulum
- Elaphoglossum pascoense
- Elaphoglossum patinii
- Elaphoglossum pattersoniae
- Elaphoglossum paucinervium
- Elaphoglossum paulistanum
- Elaphoglossum paultonii
- Elaphoglossum paxense
- Elaphoglossum pellucidomarginatum
- Elaphoglossum pellucidum
- Elaphoglossum peltatum
- Elaphoglossum pendulum
- Elaphoglossum perelegans
- Elaphoglossum perrierianum
- Elaphoglossum peruvianum
- Elaphoglossum petiolatum
- Elaphoglossum petiolosum
- Elaphoglossum phanerophlebium
- Elaphoglossum phoras
- Elaphoglossum phyllitidis
- Elaphoglossum picardae
- Elaphoglossum piloselloides
- Elaphoglossum pilosius
- Elaphoglossum pilosum
- Elaphoglossum planicosta
- Elaphoglossum pleurothallioides
- Elaphoglossum plicatum
- Elaphoglossum plumieri
- Elaphoglossum plumosum
- Elaphoglossum poeppigianum
- Elaphoglossum polyblepharum
- Elaphoglossum polypodium
- Elaphoglossum polytrichum
- Elaphoglossum poolii
- Elaphoglossum porteri
- Elaphoglossum potomogeton
- Elaphoglossum potosianum
- Elaphoglossum praetermissum
- Elaphoglossum praetrepidans
- Elaphoglossum pringlei
- Elaphoglossum procurrens
- Elaphoglossum productum
- Elaphoglossum proliferans
- Elaphoglossum propinquum
- Elaphoglossum proximum
- Elaphoglossum pruinosum
- Elaphoglossum pseudoboryanum
- Elaphoglossum pseudoherminieri
- Elaphoglossum pseudovillosum
- Elaphoglossum pteropodum
- Elaphoglossum pteropus
- Elaphoglossum puberulentum
- Elaphoglossum pulchrum
- Elaphoglossum pullenii
- Elaphoglossum pumilio
- Elaphoglossum pumilum
- Elaphoglossum punae
- Elaphoglossum pusillum
- Elaphoglossum pygmaeum
- Elaphoglossum queenslandicum
- Elaphoglossum quisqueyanum
- Elaphoglossum quitense
- Elaphoglossum randii
- Elaphoglossum rapense
- Elaphoglossum raywaense
- Elaphoglossum recommutatum
- Elaphoglossum reductum
- Elaphoglossum repens
- Elaphoglossum reptans
- Elaphoglossum resiniferum
- Elaphoglossum revaughanii
- Elaphoglossum revolutum
- Elaphoglossum revolvens
- Elaphoglossum rheophilum
- Elaphoglossum rhodesianum
- Elaphoglossum richardii
- Elaphoglossum rimbachii
- Elaphoglossum riparium
- Elaphoglossum rivularum
- Elaphoglossum robinsonii
- Elaphoglossum rosenstockii
- Elaphoglossum rosettum
- Elaphoglossum rosillense
- Elaphoglossum rubellum
- Elaphoglossum rubescens
- Elaphoglossum rubicundum
- Elaphoglossum rufescens
- Elaphoglossum ruficomus
- Elaphoglossum rufidulum
- Elaphoglossum rufum
- Elaphoglossum rupestre
- Elaphoglossum rupicolum
- Elaphoglossum russelliae
- Elaphoglossum rwandense
- Elaphoglossum rzedowskii
- Elaphoglossum samoense
- Elaphoglossum sartorii
- Elaphoglossum savaiense
- Elaphoglossum schizolepis
- Elaphoglossum schwackeanum
- Elaphoglossum sclerophyllum
- Elaphoglossum scolopendrifolium
- Elaphoglossum scolopendriforme
- Elaphoglossum sehnemii
- Elaphoglossum sellowianum
- Elaphoglossum seminudum
- Elaphoglossum semisubulatum
- Elaphoglossum serpens
- Elaphoglossum serpentinum
- Elaphoglossum setaceum
- Elaphoglossum setigerum
- Elaphoglossum setosum
- Elaphoglossum sherringii
- Elaphoglossum sieberi
- Elaphoglossum silencioanum
- Elaphoglossum siliquoides
- Elaphoglossum simplex
- Elaphoglossum simulans
- Elaphoglossum sinii
- Elaphoglossum skottsbergii
- Elaphoglossum skutchianum
- Elaphoglossum smithii
- Elaphoglossum sodiroi
- Elaphoglossum solomonii
- Elaphoglossum sordidum
- Elaphoglossum spathulatum
- Elaphoglossum spectabile
- Elaphoglossum splendens
- Elaphoglossum sporadolepis
- Elaphoglossum sprucei
- Elaphoglossum squamipes
- Elaphoglossum squarrosum
- Elaphoglossum standleyi
- Elaphoglossum stelligerum
- Elaphoglossum stenoglossum
- Elaphoglossum stenolepis
- Elaphoglossum stenophyllum
- Elaphoglossum stergiosii
- Elaphoglossum steyermarkii
- Elaphoglossum stigmatolepis
- Elaphoglossum stipitatum
- Elaphoglossum strictum
- Elaphoglossum styriacum
- Elaphoglossum subandinum
- Elaphoglossum subarborescens
- Elaphoglossum subciliatum
- Elaphoglossum subcinnamomeum
- Elaphoglossum subcochleare
- Elaphoglossum subnudum
- Elaphoglossum subsessile
- Elaphoglossum succisifolium
- Elaphoglossum succubus
- Elaphoglossum sumatranum
- Elaphoglossum sunduei
- Elaphoglossum tachirense
- Elaphoglossum tamandarei
- Elaphoglossum tambillense
- Elaphoglossum tanganjicense
- Elaphoglossum tantalinum
- Elaphoglossum tectum
- Elaphoglossum tejeroanum
- Elaphoglossum teleglottis
- Elaphoglossum tenax
- Elaphoglossum tenue
- Elaphoglossum tenuiculum
- Elaphoglossum tenuifolium
- Elaphoglossum terrestre
- Elaphoglossum thamnopteris
- Elaphoglossum tomentellum
- Elaphoglossum tomentosum
- Elaphoglossum tonduzii
- Elaphoglossum tosaense
- Elaphoglossum tovarense
- Elaphoglossum tovii
- Elaphoglossum trianae
- Elaphoglossum trichomidiatum
- Elaphoglossum trichophorum
- Elaphoglossum tripartitum
- Elaphoglossum trivittatum
- Elaphoglossum tuerckheimii
- Elaphoglossum ulei
- Elaphoglossum unduaviense
- Elaphoglossum urbanii
- Elaphoglossum urophyllum
- Elaphoglossum vagans
- Elaphoglossum wageneri
- Elaphoglossum valdespinoi
- Elaphoglossum vanderwerffii
- Elaphoglossum wardiae
- Elaphoglossum vareschianum
- Elaphoglossum variabile
- Elaphoglossum variolatum
- Elaphoglossum wawrae
- Elaphoglossum velongum
- Elaphoglossum welwitschii
- Elaphoglossum vepriferum
- Elaphoglossum vestitum
- Elaphoglossum wettsteinii
- Elaphoglossum vieillardii
- Elaphoglossum williamsiorum
- Elaphoglossum viride
- Elaphoglossum viscidulum
- Elaphoglossum viscidum
- Elaphoglossum vittarioides
- Elaphoglossum vohimavense
- Elaphoglossum wrightii
- Elaphoglossum vulcanicum
- Elaphoglossum wurdackii
- Elaphoglossum xanthopodum
- Elaphoglossum xiphiophorum
- Elaphoglossum yarumalense
- Elaphoglossum yatesii
- Elaphoglossum yoshinagae
- Elaphoglossum yourkeorum
- Elaphoglossum yungense
- Elaphoglossum zakamenense
- Elaphoglossum zambesiacum
- Elaphoglossum zavalae
- Elaphoglossum zebrinum
- Elaphoglossum zettleri
- Elaphoglossum zosteriformis